# مارتين هيريرا
مارتين هيريرا (بالإسبانية: Martín Herrera)‏ (13 سبتمبر 1970 في الأرجنتين - ) هو لاعب كرة قدم أرجنتيني في مركز حراسة المرمى. لعب مع أتلتيكو أتلانتا وإستوديانتيس دي لا بلاتا وبوكا جونيورز وديبورتيفو ألافيس وفيرو كاريل أويستي ونادي تولوكا ونادي فولهام.

## وصلات خارجية
- مارتين هيريرا على موقع قاعدة بيانات كرة القدم.إي يو (الإنجليزية)
- مارتين هيريرا على موقع Soccerbase.com (لاعب) (الإنجليزية)
- مارتين هيريرا على موقع عالم كرة القدم.نت (الإنجليزية)